# クズネツォフ NK-86

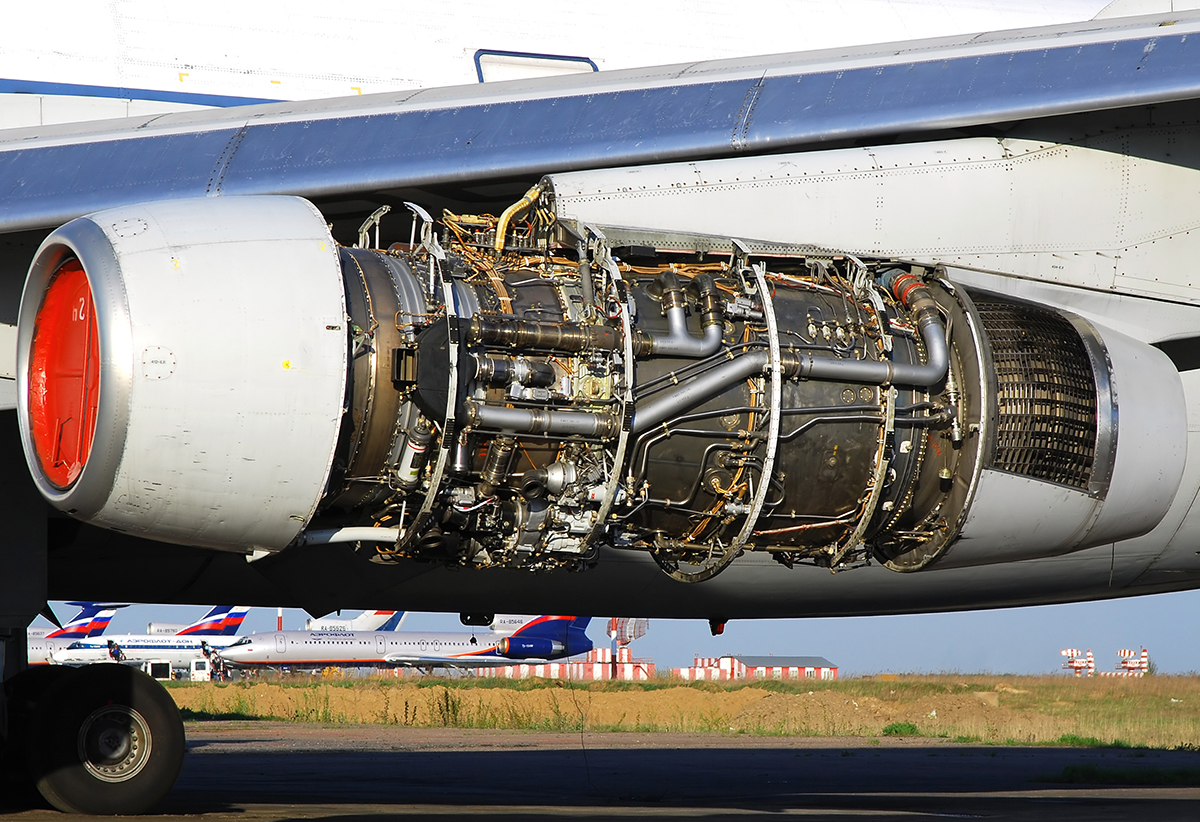
クズネツォフ NK-86

クズネツォフ NK-86 はイリューシン Il-86に使用された推力 13,000 kgf又は 28,600 lbf (127 KN)の 低バイパス比のターボファンエンジンである。ソビエト連邦のクズネツォフ設計局で開発された。クズネツォフ NK-8の改良型である。

## 設計と開発
1974年、航空産業省のP.V.DementevはND クズネツォフにソビエト初のワイドボディ旅客機であるイリューシン Il-86のエンジンの開発を指示した。クズネツォフはTu-22M用のエンジンの開発に取り組んでおり、新たなIL-86用のエンジンまで手が回らなかった。そこでクズネツォフは完全に新規開発するのではなく限られた時間と資源のために既存のNK-8ターボジェットの推力を増強する事による改良を決断をした。しかし当初予定されたNK-86よりも燃料消費効率が悪くて出力も低く、そのため外国製エンジンより航続距離が短くなる事が明らかになった。これは当時の製造技術の限界によりタービンに流入するガスの温度が低く、圧縮比も低い事に起因した。NK-86エンジンの試験は1979年4月に開始された。
1987年、増強型の設計のSC-86Aが導入された。NK-86の原型に1段目のタービンへの単結晶ブレードの導入を含む改良が施された事により、タービン入り口温度が1280Kに向上して出力が増強された。離陸時の推力も同様に13,300 kgf (29,260 lbf)になり、分解整備間隔も従来の3,000時間から4,000時間に伸びた。同様にエクラノプランとして知られるソビエトの地面効果翼機のエンジンであるNK-87の開発過程で導入された8項目(海上での運転での信頼性を向上する防食と耐熱被覆)の改良が取り入れられた。NK-87は軍用ミサイル戦闘艦として設計されたルン級エクラノプランのエンジンとして部分的に使用された。

## 仕様諸元  (NK-86)
一般的特性
- 形式: 2軸式静翼案内翼と可変式ブレード装備型低バイパスターボファン
- 全長: 6,238 mm (245.6 in)
  - ファン直径: 1,445 mm (56.9 in)
- 直径: 1,600 mm (63 in)
- 乾燥重量: 2,540 kg (5,600 lb)

構成要素
- 圧縮機: 低圧2段、高圧11段
- 燃焼器: アニュラ型
- タービン: 高圧2段、低圧3段

性能
- 推力: 13,000 Kgf; 28,600 lbf (127 kN)
- バイパス比: 1.15
- タービン入口温度: 1260K
- 燃料流量: 毎時0.75 kg/kgf
- 出力重量比:

出典: Russian Turbojet Engine.